# Menneus tetragnathoides
Menneus tetragnathoides is een spinnensoort in de taxonomische indeling van de Deinopidae.
Het dier behoort tot het geslacht Menneus. De wetenschappelijke naam van de soort werd voor het eerst geldig gepubliceerd in 1876 door Eugène Simon.